# Силвер Сити (Њу Мексико)
Силвер Сити (енгл. Silver City) град је у америчкој савезној држави Њу Мексико.

## Демографија
По попису из 2010. године број становника је 10.315, што је 230 (-2,2%) становника мање него 2000. године.
| Група             | 2000.         | 2010.         |
| Белци             | 4.693 (44,5%) | 4.526 (43,9%) |
| Афроамериканци    | 91 (0,9%)     | 133 (1,3%)    |
| Азијати           | 47 (0,4%)     | 74 (0,7%)     |
| Хиспаноамериканци | 5.529 (52,4%) | 5.405 (52,4%) |
| Укупно            | 10.545        | 10.315        |